# الحرس البلدي الجزائري
الحرس البلدي الجزائري أُسِّسَ سنة 1994، وذلك لأول مرة في سبتمبر 1994 في بلدية سحاريج بولاية البويرة تحت اسم G44، وبعدها إلى إذن الحارس البلدي، كان ضمن تنظيم وزارة الدفاع الوطني تحت مسؤولية الدرك الوطني الجزائري و لما استقر الوضع في الجزائر و شُرِّع قانون السلم والمصالحة الوطنية وبقرار وزاري مؤرخ في 2 سبتمبر سنة 2001 أسست المديرية العامة للحرس البلدي تابعة في تنظيمها إلى وزارة الداخلية.

## تاريخ
في عام 1994 بدأت أول نواة الحرس البلدي أُسست عبر عدد من ولايات الوطن كعين الدفلى والشلف والبليدة والبويرة، وهي الولايات التي تحولت إلى ما يشبه المناطق المحرمة بعدما عاثت فيها المجموعات الإرهابية فسادا، وحولت قرى ومداشر بكاملها إلى إمارات “إسلامية” صغيرة، ولما كان هؤلاء الأعوان أكثر العارفين بالمناطق التي يقطنون فيها، انضموا إلى أفراد الدرك الوطني الذين أشرفوا على تأطيرهم وتمكينهم من استعمال الأسلحة. وقد مكن هذا الأمر من تحرير عدد من المناطق وضمان أمنها لسنوات إلى جانب أفراد الدفاع الذاتي والمقاومين وقوات الجيش الوطني الشعبي الجزائري والشرطة الجزائرية. وفي عام 1996 قررت وزارة الداخلية تأسيس سلك الحرس البلدي رسميا، وقد صدر بتاريخ 03 أوت 1996 في العدد 47 من الجريدة الرسمية المرسوم التنفيذي الخاص بإنشاء سلك الحرس البلدي، وحمل الرسوم التنفيذي رقم (96 – 265)، واستمر عمل أعوان الحرس البلدي في ضمان أمن عدد من المناطق والبلديات إلى غاية بداية الألفية، ومع بداية استتباب الأمن بدأ التفكير في تحويل أعوان الحرس البلدي إلى شرطة بلدية، وقد صدر في هذا الشأن عدد من المراسيم التي لم تؤخذ بعين الاعتبار، وقد أصبح عددهم آنذاك نحو 94 ألف عون، غير أن الإجراء كان سيمس نحو 47 ألف عون فقط، إلا أن هذا الأمر لم يتم، وبقيت هذه الفئة تصارع البقاء ومتمسكة بمطالبها بالاعتراف بتضحياتها وكامل حقوقها بعد الواجب الكبير الذي قدمته للوطن في زمن العنف الإرهابي.
وفي 2009 اتخذ أحمد أويحيى، الذي كان يتولى منصب الوزير الأول، قرارا يقضي بإعادة انتشار أعوان الحرس البلدي، وهو المشروع الذي كان يهدف للتجسيد على المديين القصير والمتوسط في إطار إعادة الاعتبار الكامل للذين تحمّلوا ما عليهم للحفاظ على الأمن وممتلكات الأشخاص خلال سنوات الإرهاب، إضافة إلى الحفاظ على كرامة هؤلاء وحقوقهم مقابل ما قدموه من تضحيات، ويقدّر عدد الأعوان الذين يتم تحويلهم لوصاية الداخلية، والاستعانة بهم في الأمن الجواري للبلديات ربع عدد أعوان الحرس البلدي الحاليين، أي قرابة 24 ألفا، على خلفية أن آخر الأرقام الرسمية تقول إن سلك الحرس البلدي يحصي 94 ألف عون عبر التراب الوطني.

## وصلات خارجية
- الموقع الرسمي لوزارة الداخلية والجماعات المحلية والتهيئة العمرانية